# 小野浜町

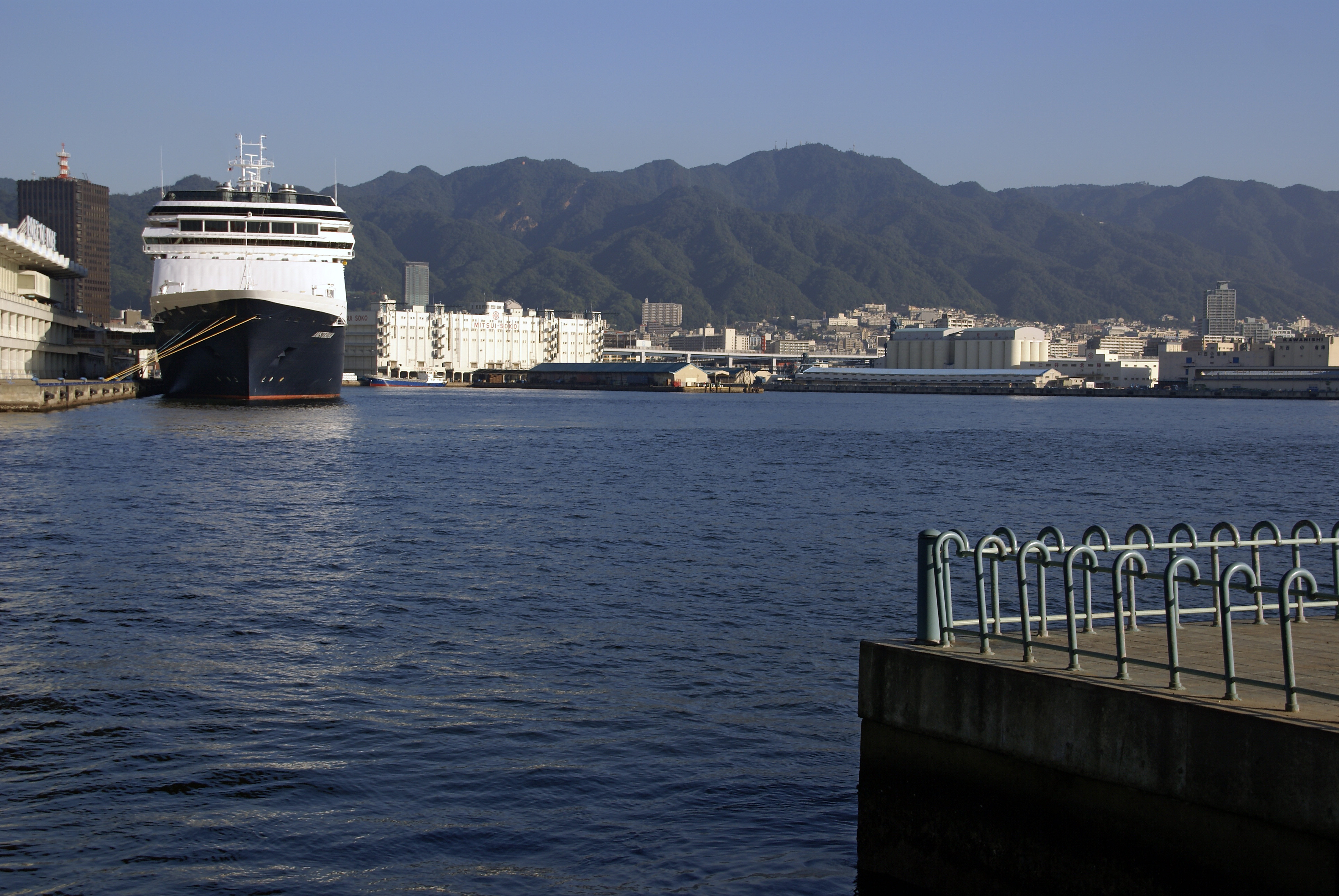
神戸ポートターミナルより三井桟橋方面を望む。

小野浜町（おのはまちょう）は、兵庫県神戸市中央区の町名。丁番を持たない単独町名である。郵便番号は651-0082。

## 地理
神戸港新港地区の東側（旧・葺合区側）にあたる。以前は新港第5～第8突堤だったが、現在各突堤間は埋め立てられ新港東埠頭となっている。
東は摩耶大橋および第二摩耶大橋を介して灘区摩耶埠頭、南は神戸港港島トンネルを介して中央区港島（ポートアイランド）、南西は同区新港町、西北は同区浜辺通、北東は生田川（新生田川）を挟んで同区脇浜海岸通と接する。

## 歴史
小野は旧生田川（1871年新生田川に付け替え。現・フラワーロード）河口に形成された平野部の名称で、平安時代より「生田の小野」と呼ばれた歌枕の地でもあり、北野・夢野・宇治野などとともに神戸七野の一つに数えられる。江戸時代に河口東岸が新田開発されて、生田村から小野新田村が分離した。
小野浜と称された浜辺は河口西岸の神戸村側にも回り込んでおり、神戸村側では幕末から明治初頭にかけて神戸海軍操練所、兵庫運上所（最期まで神戸を兵庫だと言い張った江戸幕府による名称。新政府による名称は神戸運上所。現・神戸税関）などが置かれた。一方、河口東岸の小野新田村は1876年に葺合村の一部、1889年に神戸市の一部となり、1900年の港域拡張でようやく神戸港に含まれるようになった。
- 寛文4年（1664年）、新田開発が行われ、尼崎藩の検地を受け、小野新田として生田村より独立。
- 文久3年（1863年）、将軍徳川家茂が摂海巡視に訪れた際にこの地に上陸し、勝海舟の建議で翌元治元年、（旧）生田川東岸に外国人墓地（小野浜墓地）が設けられる。また西岸に幕府海軍操練局が設置されたが翌年廃止。
- 明治8年（1875年）、加納宗七が旧生田川河口東岸に港湾を開設し、加納湾などと呼ばれた。
- 明治11年（1878年）、英国人カービーが小野浜造船所を開設。明治17年海軍省が買収。明治28年（1895年）閉鎖される。
- 明治31年（1898年）、葺合区が旧小野浜造船所の入江の一部を埋立てる。
- 明治40年（1907年）、小野浜荷扱所（のち神戸港駅）開業。
- 大正5年（1916年）、鉄道院による埋立て工事。
- 大正6年（1917年）、東神倉庫による埋立て工事。
- 大正7年（1918年）、葺合浜辺通一～八丁目地先の、明治から相次いで作られた埋立地に「小野浜町」と命名、埋め立ては後も続いた。
- 大正8年（1920年）、神戸港第2期修築工事が開始。
- 昭和6年（1931年）、神戸市の区制施行により葺合区に所属。新港第5突堤竣工。
- 昭和11年（1936年）、新港第6突堤竣工。
- 昭和28年（1953年） - 新港第7突堤（西）竣工
- 昭和31年（1956年） - 新港第7突堤（東）竣工
- 昭和34年（1959年） - 新港第8突堤（西）竣工。第5～8突堤（西）に至る埋立地を編入。
- 昭和42年（1967年） - 新港第8突堤（東）竣工。埋立地を編入。
- 昭和49年（1974年）、磯上通一～八丁目・浜辺通一～八丁目の各一部を編入。
- 昭和54年（1979年）、ハーバーハイウェイ開通。
- 昭和55年（1980年）、葺合区・生田区の合区により中央区に所属。
- 平成9年（1997年）、新港第5～第8突堤間の名称を「新港東埠頭」と改称。新港第5～第6突堤間の埋立完了。
- 平成10年（1998年）、新港第6～第8突堤間の埋立完了。
- 平成11年（1999年）、神戸港港島トンネル開通（新港側陸上トンネル部は旧新港第6突堤の位置[3]）。
- 平成15年（2003年）、神戸港駅廃止。
- 平成22年（2010年）、神戸港駅跡地に神戸震災復興記念公園（みなとのもり公園）開園。

## 人口統計
- 平成17年国勢調査（2005年10月1日現在）での世帯数6、人口12、うち男性人4、女性人8[4]。
- 昭和63年（1988年）の世帯数15・人口36[1]。

## 施設
『角川日本地名大辞典』によれば神戸税関小野浜出張所・運輸省第三港湾建設局神戸港工事事務所・同神戸機械整備事務所・大阪鉄道管理局神戸港貨物区・神戸綿花会館・第4突堤派出所・第7突堤派出所・農林水産省神戸農林規格検査所・新港貿易会館・三井桟橋・第5～8突堤（現在は間が埋め立てられ新港東埠頭となる）があるという。